# Herbert Wilberforce
Sir Herbert William Wrangham Wilberforce (Monaco di Baviera, 8 febbraio 1864 – Londra, 28 marzo 1941) è stato un tennista britannico.

## Biografia
Nato nel regno di Baviera nel 1864 durante un soggiorno dei genitori, la sua famiglia, pur non essendo aristocratica, era delle più importanti della società inglese dell'epoca: il suo bisnonno William Wilberforce era infatti stato il fondatore dell'abolizionismo, riuscendo a far bandire la schiavitù da buona parte degli Stati occidentali all'inizio del XIX secolo. Studiò presso l'Università di Londra e divenne un prestigioso avvocato.
Appassionato di tennis, partecipò ai primi tornei di Wimbledon: esordì nel 1882 nel singolare maschile e raggiunse i quarti di finale, venendo eliminato da Herbert Lawford (2-6, 5-6, 5-6). Da allora partecipò ininterrottamente fino al 1891 al singolare maschile, raggiungendo tuttavia solo nel 1886 la semifinale, persa contro Ernest Lewis (6-3, 2-6, 6-1, 1-6, 3-6).
Molto meglio andò nel doppio maschile. Vi esordì nel 1884 in coppia con Herbert Lawford, perdendo tuttavia al primo turno contro i fratelli William ed Ernest Renshaw (3-6, 3-6, 6-4, 2-6). Dall'anno successivo formò un sodalizio con Patrick Bowes-Lyon, e insieme i due riuscirono a vincere il doppio del 1887 sconfiggendo in finale James Crispe ed E. Barratt-Smith (7-5, 6-3, 6-2). Nel 1888 tuttavia non riuscirono a difendere il titolo e vennero sconfitti dai fratelli Renshaw (6-2, 6-1, 3-6, 4-6, 3-6), e all'ultimo tentativo nel 1896 vennero eliminati al primo turno.
Dopo il ritiro dall'agonismo si dedicò all'avvocatura, pubblicando nel 1898 una guida sul diritto civile inglese. Membro del Partito Liberale, concorse alle elezioni generali del 1900 ma non venne eletto; tra il 1901 e il 1904 fece invece parte del Consiglio della Contea di Londra. Membro dell'All England Lawn Tennis and Croquet Club, ne fu vicepresidente dal 1911 al 1921 e presidente dal 1921 al 1936. In riconoscimento dei suoi meriti sportivi e politici, re Giorgio V del Regno Unito gli concesse il titolo di baronetto il 1º gennaio 1931.